# Sangha (departement)
Sangha är ett departement i Kongo-Brazzaville. Det ligger i den norra delen av landet, 600 km norr om huvudstaden Brazzaville. Antalet invånare är 120 650. Arean är 55 800 kvadratkilometer. Sangha gränsar till Likouala, Cuvette och Cuvette-Ouest.
Sangha delas in i distrikten:
- Kabo
- Mokéko
- Ngbala
- Pikounda
- Sembé
- Souanké

samt städerna:
- Ouesso
- Pokola